# 麦金莱诞生纪念堂
麦金莱诞生纪念堂（National McKinley Birthplace Memorial）是美国总统威廉·麦金莱的纪念地，位于俄亥俄州尼尔斯。大理石纪念堂 232乘136乘38英尺（71乘41乘12米），两翼是麦金利纪念图书馆，和麦金利博物馆。
麦金莱出生地故居和研究中心位于附近的南大街40号。

## 历史
1911年3月4日，威廉·霍华德·塔夫脱总统授权国会，资助在麦金莱的出生地俄亥俄州尼尔斯建立一个国家纪念馆。 国会通过法案，成立了国家麦金莱出生地协会。 会长小约瑟夫·巴特勒是麦金莱的童年朋友和同学，在1912年开始在当地为纪念馆筹集10万美元资金的运动。 巴特勒和协会发起公众每人捐款1美元。捐赠者将收到巴特勒亲笔签名的描述纪念馆工程的一本书，书中还载有麦金莱的肖像和国会授权出生地纪念馆建设法案的传真。

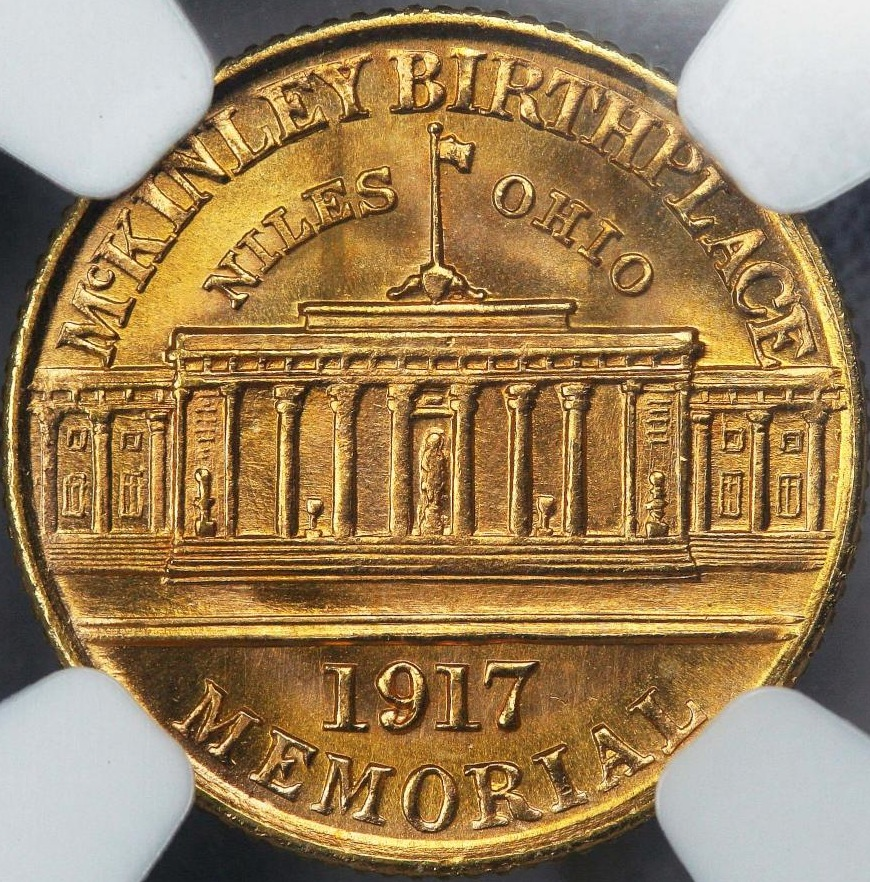

纪念堂奠基于1915年11月20日，铭牌上面写着“1915年揭幕。美利坚合众国第二十五任总统威廉·麦金莱的名和成就永存。生于1843年1月29日。1901年9月14日去世。”美国海军陆战队演奏了《在美丽的蓝色多瑙河上》（麦金莱夫人的最爱）和《慈光歌》（Lead Kindly Light，据说是麦金莱临终前唱的赞美诗） 。